# 오자키 에이이치로
오자키 에이이치로(일본어: 尾崎 瑛一郎, 1984년 12월 7일 ~ )는 일본의 축구 선수이다.

## 구단 경력
그는 2003년부터 2020년까지 J리그의 알비렉스 니가타, 가이나레 돗토리, 아술 클라로 누마즈에서 활동하였다.